# Liste der Kulturdenkmale in Artern
Die Liste der Kulturdenkmale in Artern umfasst die als Ensembles, Straßenzüge und Einzeldenkmale erfassten Kulturdenkmale in der thüringischen Stadt Artern und ihren Ortsteilen.
Die Angaben in der Liste ersetzen nicht die rechtsverbindliche Auskunft der zuständigen Denkmalschutzbehörde.

## Legende
- Bild: zeigt ein Bild des Kulturdenkmals und gegebenenfalls einen Link zu weiteren Fotos des Kulturdenkmals im Medienarchiv Wikimedia Commons
- Bezeichnung: Name, Bezeichnung oder die Art des Kulturdenkmals
- Lage: Wenn vorhanden Straßenname und Hausnummer des Kulturdenkmals; Grundsortierung der Liste erfolgt nach dieser Adresse. Der Link Karte führt zu verschiedenen Kartendarstellungen und nennt die Koordinaten des Kulturdenkmals.
 Kartenansicht, um Koordinaten zu setzen – in dieser Kartenansicht sind Kulturdenkmale ohne Koordinaten mit einem roten bzw. orangen Marker dargestellt und können in der Karte gesetzt werden. Kulturdenkmale ohne Bild sind mit einem blauen bzw. roten Marker gekennzeichnet, Kulturdenkmale mit Bild mit einem grünen bzw. orangen Marker.
- Datierung: gibt das Jahr der Fertigstellung beziehungsweise das Datum der Erstnennung oder den Zeitraum der Errichtung an
- Beschreibung: bauliche und geschichtliche Einzelheiten des Kulturdenkmals, vorzugsweise die Denkmaleigenschaften
- ID: Die ID identifiziert das Kulturdenkmal eindeutig. In Thüringen sind aktuell keine IDs veröffentlicht. In der ID-Spalte kann sich auch folgendes Icon  befinden, dies führt zu Angaben zu diesem Kulturdenkmal bei Wikidata.

## Kulturdenkmale nach Ortsteilen

### Artern
| Bild                                    | Bezeichnung                         | Lage | Datierung | Beschreibung | ID           |
| --------------------------------------- | ----------------------------------- | --- | --------- | --- | ------------ |
| Fotos hochladen                         | Denkmalensemble „Altstadt“          | Breite Gasse, Dunkle Str., Gabelstr., Gerade Str., Geschw.-Scholl-Platz, Grabenstr., Krumme Str., Leipziger Str. 36/38, Neue Str., Querstraße, Ritterstr., Salzdamm, Schenkstr., Soolsteg, Tränkestr., Veitskirchplatz, Wertherstr. |           | Breite Gasse 1–6; Dunkle Straße 1a, 1b, 2, 3; Gabelstraße 1–29; Gerade Straße 1–15; Geschw.-Scholl-Platz 1–15; Grabenstraße 1–17; Krumme Straße 1–8; Leipziger Straße und auch Geschw.-Scholl-Platz Wohnbau- und Freifläche, Neue Straße 1–35; Querstraße 1–6; Ritterstraße Industrie-, Gewerbe- und Wohnflächen 1–5; 9–13; 15–54; Salzdamm 1–50; Schenkstraße 1–14; Solsteg 1–4; Tränkstraße; An der Veitskirche; Werther Straße 1–17 | 365.220.9926 |
| Fotos hochladen                         | Denkmalensemble „Marktplatz“        | Markt 1–6; 8–14; Harzstraße 22; Hinterm Rathaus 1–4 |           | Wohn- und Bürogebäude, Geschäftshäuser | 365.220.9984 |
| Fotos hochladen                         | Denkmalensemble „Wasserstraße“      | Wasserstraße 1–26 (Karte) |           | Wohn- und Geschäftshäuser | 365.220.0068 |
| BW                                      | Wehranlage                          | westlich der Stadt (Karte) |           | Unstrutwehr, techn. Denkmal, Flurstück 11-61/1, 61/2 | 365.220.0036 |
| Fotos hochladen                         | Wohnhaus                            | Alte Poststraße 11 (Karte) |           | | 365.220.9941 |
| Direkt Bild zu diesem Denkmal hochladen | Jüngkens Aussichtsturm              | Am Weinberg |           | Flurstück 4-698/4 | 365.220.9934 |
| weitere Bilder Fotos hochladen          | Katholische Kirche St. Bonifatius   | An der Promenade 15 (Karte) |           | Kirche (katholisch) und Gemeindezentrum, 1903 erbaut | 365.220.0900 |
| weitere Bilder Fotos hochladen          | Bahnhof Artern                      | Bahnhofstraße 1 (Karte) |           | | 365.220.2490 |
| Direkt Bild zu diesem Denkmal hochladen | Gedenkstein                         | Einbecker Straße |           | Flurstück 4 – 179 | 365.220.0087 |
| Fotos hochladen                         | Wohnhaus                            | Fräuleinstraße 4 (Karte) |           | Wohnhaus | 365.220.9994 |
| BW                                      | Wohnhaus                            | Fräuleinstraße 17 (Karte) |           | Wohnhaus | 365.220.9993 |
| BW                                      | Wohnhaus                            | Fräuleinstraße 20 (Karte) |           | nicht mehr existent, 2019 abgerissen | 365.220.9998 |
| BW                                      | ehemalige Stadtwaage                | Geschwister-Scholl-Platz, Ecke Leipziger Straße (Karte) |           | Imbiss | 365.220.9925 |
| BW                                      | Wohnanlage                          | Goetheplatz 1-4 (Karte) |           | | 365.220.9985 |
| Fotos hochladen                         | Wohn- und Geschäftshaus             | Harzstraße 22 (Karte) |           | auch Teil des Denkmalensembles „Marktplatz“ | 365.220.9992 |
| BW                                      | Wohnhaus                            | Harzstraße 33 (Karte) |           | | 365.220.9991 |
| BW                                      | Wohnhaus                            | Harzstraße 36 (Karte) |           | Wohnhaus | 365.220.9990 |
| BW                                      | Wohnhaus                            | Helmweg 5 (Karte) |           | Wohnhaus 5A ?, Flurstück 8 – 23/3 | 365.220.9986 |
| BW                                      | ehemalige Kyffhäuserhütte           | Hüttenstraße 6 (Karte) |           | Lehrwerkstatt, Verwaltungsgebäude, Gewerkschaftshaus, Flurstück 4 – 151/9 | 365.220.1112 |
| Fotos hochladen                         | Schule                              | Kirchstraße 6 (Karte) |           | zweietagiger Ziegelsteinbau | 365.220.1111 |
| weitere Bilder Fotos hochladen          | Stadtkirche St. Marien              | Kirchstraße 8 (Karte) |           | | 365.220.0901 |
| BW                                      | Gasthof                             | Leipziger Straße 4 (Karte) |           | | 365.220.9940 |
| BW                                      | Wohn- und Geschäftshaus             | Leipziger Straße 33 (Karte) |           | | 365.220.9934 |
| BW                                      | Wohn- und Geschäftsgebäude          | Markt 1 (Karte) |           | auch Teil des Denkmalensembles „Marktplatz“ | 365.220.9985 |
| weitere Bilder Fotos hochladen          | Rathaus                             | Markt 14s (Karte) | 1906      | auch Teil des Denkmalensembles „Marktplatz“ | 365.220.9988 |
| Fotos hochladen                         | Gutshaus                            | Nordhäuser Straße 2 (Karte) |           | | 365.220.9938 |
| Direkt Bild zu diesem Denkmal hochladen | Luther-Denkmal                      | Die Töpferäcker |           | Reformationsgedenkstein, Flurstück 10-21 | 365.220.9932 |
| weitere Bilder Fotos hochladen          | Veits-Kirche                        | Ritterstraße (Karte) |           | | 365.220.0902 |
| Fotos hochladen                         | Gutsanlage                          | Ritterstraße 7, 8, 8a, 8d (Karte) |           | ehemalige Gutsanlage „Oberer Hof“, Sachgesamtheit | 365.220.9923 |
| Fotos hochladen                         | Wohnhaus                            | Ritterstraße 7 (Karte) |           | Teil der Sachgesamtheit „Oberer Hof“, Flurstück 4-21/216, separates altes Gebäude links zur Gutsanlage | 365.220.9923 |
| Fotos hochladen                         | Speicher + ehemaliges Sozialgebäude | Ritterstraße 8 (Karte) |           | Teil der Sachgesamtheit „Oberer Hof“, Flurstück 14-21/647 | 365.220.9923 |
| BW                                      | ehemaliges Wohnhaus                 | Ritterstraße 8a, (Karte) |           | Teil der Sachgesamtheit „Oberer Hof“, heute Discounter, Flurstück 14-21/646, 14-21/30 | 365.220.9923 |
| Fotos hochladen                         | ehemaliges Gutshaus                 | Ritterstraße 8d (Karte) |           | Teil der Sachgesamtheit „Oberer Hof“, Flurstück 14-21/548 | 365.220.9923 |
| Fotos hochladen                         | Marstall                            | Ritterstraße (Karte) |           | Teil der Sachgesamtheit „Oberer Hof“, östl. Speicher/Marstall, Flurstück 14-21/643 | 365.220.9923 |
| BW                                      | Barockes Gutshaus                   | Ritterstraße 14c (Karte) |           | Teil des Altstadt-Ensembles | 365.220.1403 |
| weitere Bilder Fotos hochladen          | Siedehaus Saline                    | Salinestraße 11 (Karte) |           | | 365.220.9929 |
| BW                                      | Feuerwehrhaus                       | Salzdamm 46a (Karte) |           | Feuerwehrhaus und Schlauchturm | 365.220.9924 |
| BW                                      | Friedhof                            | Das Salztal (Karte) |           | Friedhofsanlage an der Sangerhäuser Straße | 365.220.9933 |
| BW                                      | Wohn- und Geschäftshaus             | Wasserstraße 12 (Karte) |           | auch Teil des Denkmalensembles „Wasserstraße“ | 365.220.9967 |
| Fotos hochladen                         | Ehemalige Wassermühle               | Wasserstraße 20 (Karte) |           | auch Teil des Denkmalensembles „Wasserstraße“ | 365.220.9966 |
| Fotos hochladen                         | Wohnhaus                            | Wasserstraße 24 (Karte) |           | auch Teil des Denkmalensembles „Wasserstraße“, Wassermühle und Wohnhaus | 365.220.9965 |

### Heygendorf
| Bild                           | Bezeichnung                      | Lage                              | Datierung | Beschreibung                                                     | ID            |
| ------------------------------ | -------------------------------- | --------------------------------- | --------- | ---------------------------------------------------------------- | ------------- |
| weitere Bilder Fotos hochladen | Evangelische Kirche St. Antonius | Helmestraße (Schaafsdorf) (Karte) |           | Kirche samt künstlerischer Ausstattung, Kirchhof und Einfriedung | 365.220.0175  |
| BW                             | Villa                            | Am Schacht 151 (Karte)            |           | Flurstück 3 – 21, 1,5 km östlich des Ortes                       | 365.220.0144  |
| BW                             | Villa                            | Am Schacht 152 (Karte)            |           | Flurstück 3 – 21 / 1, 1,5 km östlich des Ortes                   | 365.220.0145  |
| BW                             | Villa                            | Am Schacht 153 (Karte)            |           | Flurstück 3 – 27, 1,5 km östlich des Ortes                       | 365.220.0146  |
| BW                             | Gutshof                          | Friedensstraße 84 (Karte)         |           | nicht mehr existent, abgerissen vor 2015, Flurstück 1 – 56       | 3365.220.0173 |
| BW                             | Gartenpavillon                   | Friedensstraße 90a (Karte)        |           | Flurstück 1 – 68                                                 | 365.220.0147  |
| Fotos hochladen                | Wohnhaus                         | Straße der Einheit 1 (Karte)      |           | Wohnhaus & Mauer, Flurstück 1 – 54                               | 365.220.0149  |
| BW                             | Wohnhaus                         | Straße der Einheit 2 (Karte)      |           |                                                                  | 365.220.0150  |
| Fotos hochladen                | Pfarrhaus                        | Straße der Einheit 35 (Karte)     |           | Flurstück 1 – 2                                                  | 365.220.0172  |
| weitere Bilder Fotos hochladen | Evangelische Kirche St. Stephan  | Straße der Einheit (Karte)        |           | Flurstück 1-58                                                   | 365.220.0174  |

### Schönfeld
| Bild                           | Bezeichnung                                | Lage                             | Datierung | Beschreibung                                                     | ID           |
| ------------------------------ | ------------------------------------------ | -------------------------------- | --------- | ---------------------------------------------------------------- | ------------ |
| weitere Bilder Fotos hochladen | Evangelisch-lutherische Kirche St. Killian | Schönfelder Harzstraße 1 (Karte) |           | Kirche samt künstlerischer Ausstattung, Kirchhof und Einfriedung | 365.220.1658 |

### Voigtstedt
| Bild                                    | Bezeichnung                    | Lage                          | Datierung | Beschreibung                                                     | ID           |
| --------------------------------------- | ------------------------------ | ----------------------------- | --------- | ---------------------------------------------------------------- | ------------ |
| weitere Bilder Fotos hochladen          | Evangelische Kirche St. Marien | Kirchstraße (Karte)           |           | Kirche samt künstlerischer Ausstattung, Kirchhof und Einfriedung | 365.220.1676 |
| Direkt Bild zu diesem Denkmal hochladen | Schafstall                     | Ederslebener Straße           |           | Flurstück 9 – 11/14                                              | 365.220.1677 |
| BW                                      | Wohnhaus                       | Karl-Vetter-Straße 15 (Karte) |           | Wohnhaus und Stall                                               | 365.220.1678 |
| BW                                      | Wohnhaus                       | Karl-Vetter-Straße 18 (Karte) |           |                                                                  | 365.220.1679 |
| BW                                      | Wohnhaus                       | Karl-Vetter-Straße 20 (Karte) |           | Wohnhaus                                                         | 365.220.1680 |
| BW                                      | Wohnhaus                       | Karl-Vetter-Straße 22 (Karte) |           | Wohnhaus                                                         | 365.220.1681 |

## Ehemalige Kulturdenkmale

### Artern
| Bild                                    | Bezeichnung                | Lage                                                          | Datierung | Beschreibung                                                   | ID           |
| --------------------------------------- | -------------------------- | ------------------------------------------------------------- | --------- | -------------------------------------------------------------- | ------------ |
| BW                                      | polnische Schnitterkaserne | Helmweg/Helmfeld (Karte)                                      |           | 2004 abgebrannt, als Denkmal 2016 gelöscht, Flurstück 8 – 21/5 | 365.220.9927 |
| BW                                      | Wohnhaus & Nebengebäude    | Johannisstraße 1 (Karte)                                      |           | abgerissen, Fläche neu bebaut                                  |              |
| BW                                      | Löwen-Apotheke             | Nordhäuser Straße 9 (Karte)                                   |           | Flurstück 14 – 21/355                                          | 365.220.9936 |
| Fotos hochladen                         |                            | Schlossstraße 1 (Karte)                                       |           | Abbruch 2012, als Denkmal 2016 gelöscht                        |              |
| Fotos hochladen                         | Hinterhaus                 | Schlossstraße 2 b (Karte)                                     |           | als Denkmal 2003 gelöscht, Wohnhaus-Hintergebäude              | 365.220.9930 |
| Direkt Bild zu diesem Denkmal hochladen | Stadtmauer                 | Schweinegasse, Schlossstraße, hinterer Bereich der Poststraße |           | als Denkmal gelöscht                                           |              |
| Fotos hochladen                         | Wohn- und Bürogebäude      | Schönfelder Straße 5 (Karte)                                  |           |                                                                | 365.220.9937 |
| BW                                      | Wohnhaus                   | Straße der Jugend 4 (Karte)                                   |           |                                                                | 365.220.9935 |

### Voigtstedt
| Bild                                    | Bezeichnung | Lage                | Datierung | Beschreibung              | ID |
| --------------------------------------- | ----------- | ------------------- | --------- | ------------------------- | -- |
| Direkt Bild zu diesem Denkmal hochladen | Dorfmauer   | Ederslebener Straße |           | als Denkmal 2016 gelöscht |    |
| BW                                      | Wohnhaus    | Hanfsack 7 (Karte)  |           | als Denkmal 2016 gelöscht |    |